# Wilhelm Elsner

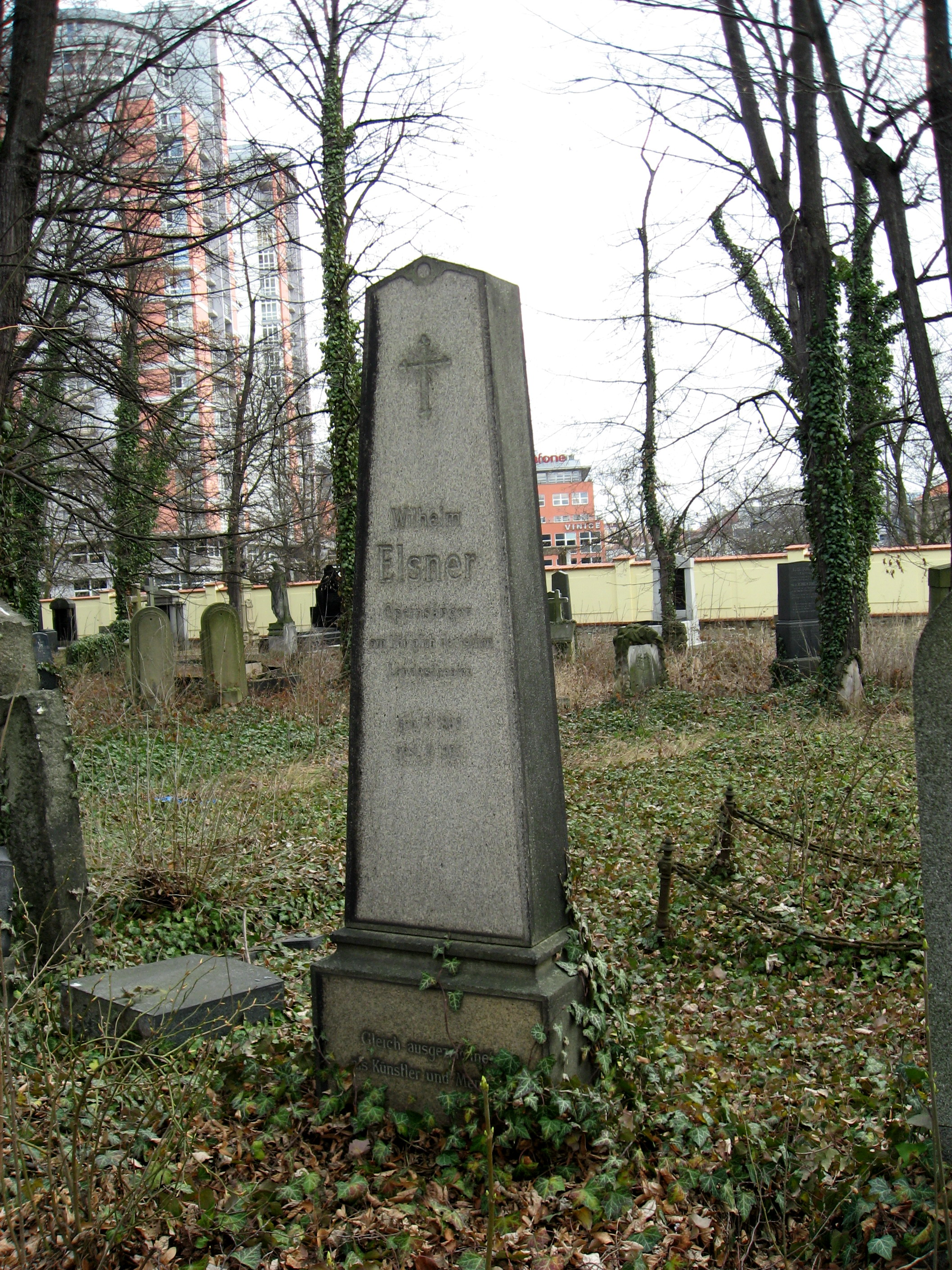
Hrob W. Elsnera na evangelickém hřbitově ve Strašnicích

Wilhelm Elsner (10. listopadu 1869 Brno – 26. srpna 1903 Královské Vinohrady) byl moravský operní pěvec (tenorista), který měl aktivní mezinárodní kariéru od roku 1889 do roku 1903. Přestože byl nejprve úspěšný ve svém lyrickém repertoáru, později se stal velmi ceněným za své interpretování wagnerovských hrdinů.

## Životopis
Elsner narozený v Brně získal hudební vzdělání u Hermanna Pfeiffera. Jeho profesionální kariéra započala roku 1889 v linecké opeře, kde zpíval až do roku 1891. Následně nastoupil do divadla v Řezně, kde působil v sezoně 1891–1892. V letech 1892–1896 vystupoval ve Štýrském Hradci, kde se zviditelnil na premiéře v titulní roli opery Helhrid rakouského skladatele Siegmunda von Hauseggera.
V roce 1896 se Elsner stal členem skupiny předních pěvců Nového německého divadla v Praze, kde byl angažován až do své předčasné smrti. V tomto operním domě začínal lyrickými rolemi jako je Don Ottavio v Mozartově Donu Giovannim a v hlavní roli ve Faustovi od Charlese Gounoda. Postupně se zvětšoval i jeho dramatický repertoár účinkováním v mnoha wagnerovských rolích, jako jsou Loge ve Zlatu Rýna, titulní role v opeře Lohengrin, Siegmund ve Valkýře a role Wathera v opeře Mistři pěvci norimberští. Hlavní obdiv pak sklidil za Tristana z opery Tristan a Isolda. V roce 1903 pak vystoupil na světové premiéře Nadeyi od Cesara Rossiho.
Jako hostující umělec se Elsner objevil ve Vídeňské státní opeře (1899), v Bavorské státní opeře (1902), Semperově opeře v Drážďanech (1902), a v opeře ve Frankfurtu (1902), většinou ve wagnerovských rolích. V době jeho náhlé smrti v Praze v srpnu 1903 byl v jednáních o stálém angažmá v Bavorské státní opeře. Téhož roku v listopadu měl zpívat roli Pedra na světové premiéře Tieflandu od Eugena d’Alberta.
Byl pochován na Německém evangelickém hřbitově v pražských Strašnicích.